# Comuna Bușa, Iampol
Bușa (în ucraineană Буша) este o comună în raionul Iampol, regiunea Vinița, Ucraina, formată din satele Bușa (reședința), Derjanca, Doroșivka și Sloboda-Bușanska.

## Demografie
Componența lingvistică a satului Bușa
     Ucraineană (99,93%)
     Alte limbi (0,07%)
Conform recensământului din 2001, majoritatea populației satului Bușa era vorbitoare de ucraineană (99,93%), existând în minoritate și vorbitori de alte limbi.